# Manuel de Rojas y Torres
Manuel de Rojas y Torres (1589-1644) fue un noble, político y militar español.

## Biografía
Nacido en la villa segoviana de Cuéllar, fue hijo de Gabriel de Rojas Velázquez, regidor de Cuéllar, y nieto de Gómez de Rojas y Velázquez, conquistador español en América. Nombrado caballero de la Orden de Calatrava, fue uno de los cuatro caballerizos de la reina Isabel de Borbón, primera mujer de Felipe IV de España. Fue además, alguacil mayor de Arévalo (Ávila), y alférez mayor de Olmedo (Valladolid), y ocupó otros cargos de república en su villa natal.
Fue testamentario de su tía María de Torres Hinestrosa, mujer de Antonio de Herrera y Tordesillas, cronista mayor de Castilla, de Felipe II, III y de las Indias. Falleció en Madrid en el año 1644 dejando descendencia.